# Samborsko
Samborsko – wieś w Polsce położona w województwie wielkopolskim, w powiecie złotowskim, w gminie Jastrowie.

## Historia
Samborsko jest położone na Pomorzu, około 5,5 km na zachód od Jastrowia i 114 km na północ od Poznania. Przed 1648 rokiem obszar był częścią Księstwa Pomorskiego, od 1648 r. Królestwa Prus oraz Cesarstwa Niemieckiego, aż do jego klęski w 1945 roku. W latach 1975–1998 miejscowość administracyjnie należała do województwa pilskiego. W 2006 roku miejscowość liczyła 480 mieszkańców.
We wsi była stacja kolejowa Samborsko.

## Zabytki
- kościół Przemienienia Pańskiego z 1882 roku